# 世界大型企业联合会
世界大型企业联合会（英語：Conference Board, Inc.，又译美國經濟評議會、美國經濟諮商會等）是一家依501(c)(3)条款设立的非营利性的企业会员和研究团体组织。其成员包括遍及60个国家的约1200家公营和私人企业以及其他组织。联合会的职能包括组织会议和互助学习团体、进行经济和商业管理研究，以及发布一些广泛跟踪的经济指标。

## 历史
该组织成立于1916年，当时名为美国国家工业会议委员会（National Industrial Conference Board，简称NICB）。当时，在1911年的纽约三角内衣工厂火灾和1914年的拉德洛大屠杀之后，美国劳资关系之间的紧张关系被视为潜在的火药桶。1915年，美国12家主要公司的总裁和6家领先的行业协会的主席在纽约亚马（Yama）开会，制定了企业界对不断的劳工抗议和公众批评的应对措施。
经过更多的危机会议之后，国家工业会议委员会于1916年5月5日在纽约布隆克維的格拉玛丹酒店（Hotel Gramatan）正式成立。尽管该组织的许多创始人（包括前AT&T总裁Frederick P. Fish和通用电气的第一任总裁Magnus W. Alexander）都支持开放行业运动（即支持雇员无需参加工会），但到1916年，他们仍认为美国劳工联合会等国家工会是美国经济永远的支柱，并敦促谈判与和谐。
当美国在1917年参加第一次世界大战时，伍德罗·威尔逊总统成立的国家战争劳工委员会要求NICB制定计划，以保持战争产业的运转和无冲突。它的建议——基于雇主、雇员和政府代表之间的合作——被完全采纳。战争期间及战争结束后，NCIB对工人补偿法律和八小时工作制进行了开创性研究，并建立了美国生活成本指数。尽管在成立初期，人们常因它是由针对工人运动的“雇主联盟”资助的研究而对其持不信态度，但非营利的NICB也被视为“企业界所谓的进步派的发言人[并且]出品了关于美国面临的经济和社会问题的数百份研究报告。”
如今，该组织仍然由成员（通常是财富500强公司）的捐款资助。然而，到1930年代，它已经失去了作为行业游说者的大多数特质。维吉尔·乔丹（Virgil Jordan）是一位作家和经济学家，他于1932年亚历山大·亚历山大（Alexander）去世后担任会长一职，此后成立了经济审计与控制局（Bureau of Economic Audit and Control），在大萧条时期，许多人质疑政府经济统计的可信度时，为会员和公众提供了有关失业、退休金、医疗保健及相关问题的独立研究资料。工会与公司很快加入了NICB，以进入其研究、会议和执行网络。

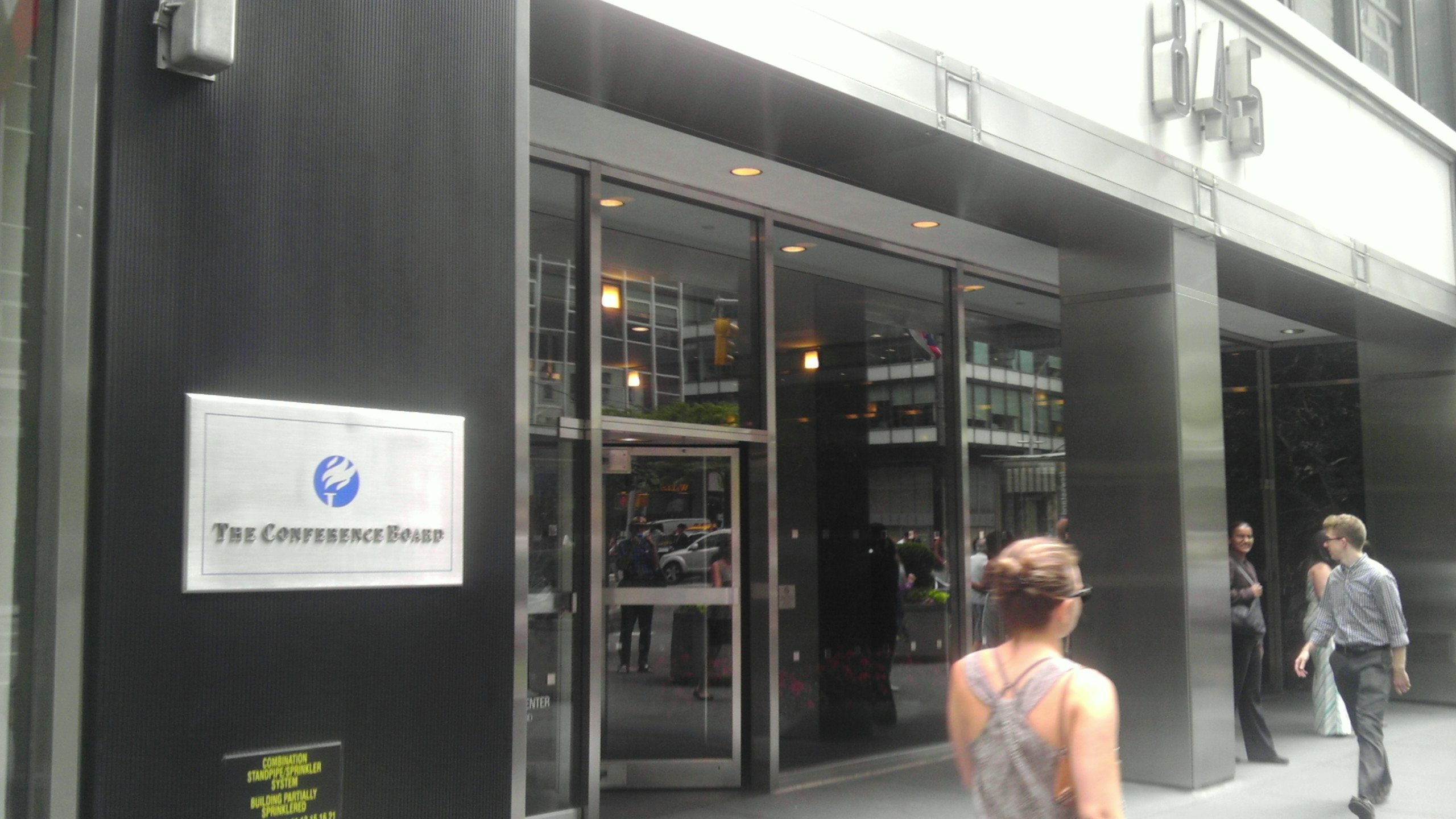
曼哈頓第三大街845號

该组织现在被认为是无偏见的“可靠的统计和趋势来源，仅次于美国劳工统计局”。第二次世界大战后，世界大型企业联合会（该名称于1970年采用）首次扩展到非美国成员。今天，它在布鲁塞尔、北京、孟买、香港和新加坡设有办事处。1981年，The Conference Board of Canada以独立的非营利组织形式分拆。

## 经济指标
世界大型企业联合会发布了许多美国和国际经济体的定期指标，这些指标受到了投资者和政策制定者的广泛关注。它们包括：
- 美国消费者信心指数（英语：Consumer confidence index） – 始于1967年，基于每月对5,000户家庭的调查被广泛确立为衡量美国消费者信心的主要指标。[7]住户调查的结果以表格的形式提供，以提供美国经济的晴雨表（当前以1985年为基准指数100）。
- 领先经济指标 – 在1960年代，美国商务部开始研究和发布商业周期指标，这些指标使用综合数据点（包括制造业、建筑业和股市指标）来衡量经济增长、衰退和复苏。1995年12月，世界大企业联合会从政府那里接管了商业指标项目，并继续发布美国每月的领先、同步和尾随指标。[8]私有化之后，该項目还扩展到了其他国家；联合会目前发布英国、法国、德国、西班牙、韩国、日本、中国、墨西哥和欧元区的领先、同步和尾随指标。
- 就业趋势指数 – 创建于2008年，汇总了八个单独的指标，“提供了对就业的短期，前瞻性观察，这为经济学家和投资者提供了新的预测工具。它还有助于企业高管提高其中短期招聘和薪酬计划。” [9]
- 線上招聘求職（Help Wanted OnLine） – 该项目使用爬虫技术来调查张贴在大约1,000个在线求职板上的职位空缺。每月数据系列将劳动力供应（职位空缺）与需求（失业人数）进行比较，以确定各个都会区和职业类别的就业市场紧张程度。该线上程序是调查报纸广告的“Help Wanted Advertising Index”的后继版本。
- CEO信心调查 – CEO信心季度评估衡量各行各业的首席执行官对其行业和整个经济的前景观察。[10]

该组织还发布定期的全球和区域增长前景以及有关经济新闻的评论。2008年，联合会任命格罗宁根大学的Bart van Ark教授为第一位非美国首席经济学家。

## 产品与服务
除研究报告外，世界大型企业联合会还组织会议、领导力活动和专业的同行网络。它是有关公司治理、公司绩效、商业伦理、企业安全、人力资源管理和跨国公司公民意识的重要知识来源。
大型企业联合会还出版了一份思想和观点杂志，该杂志从1976年至2006年题为《Across the Board》，在2014年6月停刊前题为《The Conference Board Review》。2003年，由美国商业和社会其他领域的12位杰出领导人组成的世界大型企业联合会公共信任和私营企业委员会发布了一系列广泛的建议，以帮助恢复公众对公司、其领导人和资本市场的信任。其中许多建议已被采纳。2009年，世界大型企业联合会召集了高管薪酬特别小组。
2012年2月，大型企业联合会与尼尔森（Nielsen）合作成立了需求研究所。需求研究所是一个非营利、非倡导性组织，致力于帮助企业和政府领导人了解消费者需求在世界范围内的发展和变化。
鉴于两个组织之间的许多协同作用，2015年1月，美国经济发展委员会（CED）与世界大型企业联合会合并。两者都是非党派、非游说性质的，并且成员主要来自商界团体。经济发展委员会在美国首都华盛顿特区的有声誉的政策声音扩大了大型企业联合会研究的范围；大型企业联合会的经济数据也进一步改善了经济发展委员会的政策解决方案。